# Vidoule (čtvrť)

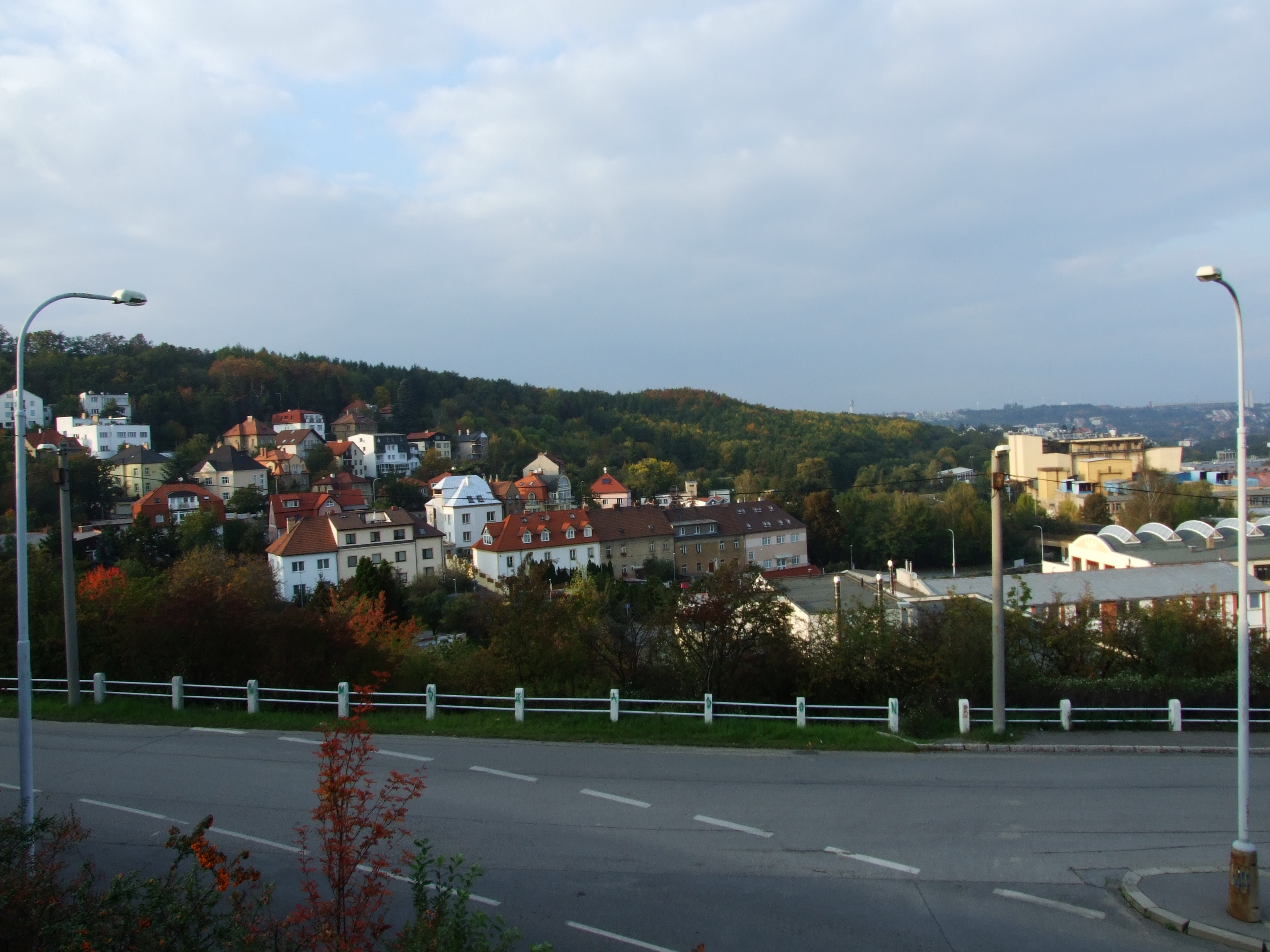
pohled na Vidouli a vilovou čtvrť

Vidoule (používá se v jednotném i v množném čísle) je pražský stolový kopec (viz přírodní památka Vidoule) a na něm umístěná čtvrť, rozdělená do dvou katastrálních území. Západní část patří ke Stodůlkám[zdroj⁠?!] a východní část patří k Jinonicím. 
Západní část zahrnuje oblast vymezenou ulicemi Jindrova, K Fialce, Živcových, Ordovická a Šafránkova – dříve K Vidouli. Podle ulice K Vidouli byla původně pojmenována i nedaleká autobusová zastávka (nově již také Šafránkova).[zdroj?]  Východní část zahrnuje oblast vymezenou ulicemi Souběžná I, Souběžná II, Souběžná III, Souběžná IV, Na pomezí, Mezná, Markova, V ohybu.[zdroj?]
Obě části Vidoule jsou převážně stará vilová zástavba z let 1900 až 1940.[zdroj?]  Název Vidoule ve smyslu čtvrť je stále mezi starousedlíky Stodůlek používán.[zdroj?] Na západě na stávající zástavbu navazuje budovaný obytný soubor Botanica Vidoule.